# Sabine Oberhauser

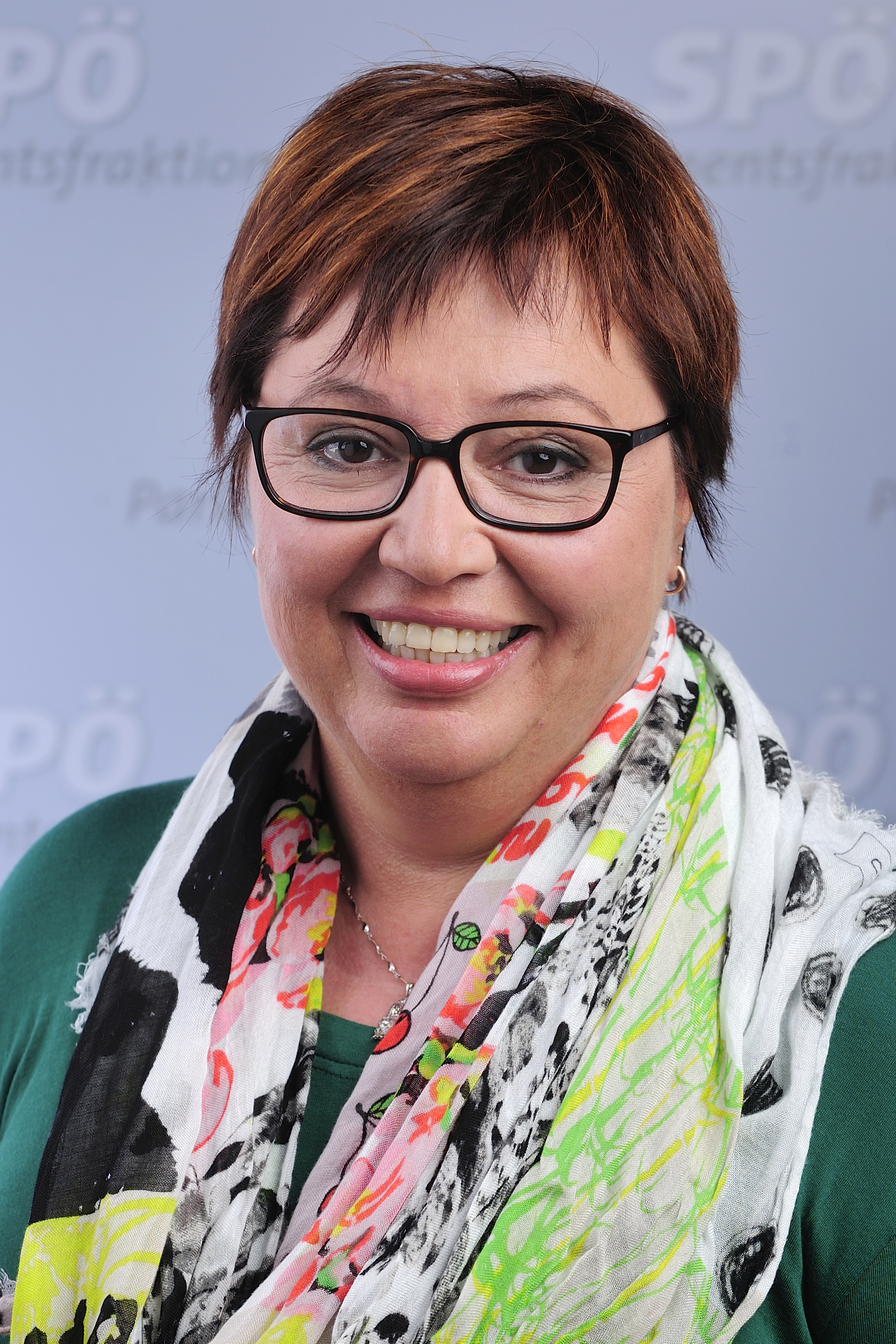
Sabine Oberhauser (2014)

Sabine Angela Oberhauser (* 30. August 1963 in Wien; † 23. Februar 2017 ebenda) war eine österreichische Politikerin (SPÖ). Vom 1. September 2014 bis zu ihrem Tod war sie Gesundheitsministerin der Republik Österreich. Mit der Umbildung der Bundesregierung Faymann II/Kern am 18. Mai 2016 wurden ihr in Erweiterung ihres Ressorts mit 1. Juli 2016 die Frauen- und Gleichbehandlungsagenden übertragen. Als Gesundheits- und Frauenministerin leitete sie in der Folge das Bundesministerium für Gesundheit und Frauen.

## Leben

### Ausbildung
Nach der Matura begann Oberhauser ein Medizinstudium an der Universität Wien, an der sie im Jahr 1987 promoviert wurde. Am 30. April 1997 schloss sie eine Ausbildung zur Fachärztin für Kinder- und Jugendheilkunde und am 31. Oktober 1997 die Ausbildung als Ärztin für Allgemeinmedizin ab. Anschließend absolvierte sie eine Ausbildung zur akademischen Krankenhausmanagerin an der Wirtschaftsuniversität Wien, welche sie 2002 abschloss. Im Jahr 2003 schloss sie eine Ausbildung zum Master of Advanced Studies (MAS) an der Donau-Universität Krems ab.

### Gewerkschaftliche Karriere
Von 1998 bis 2010 war Oberhauser zunächst als freigestellte Personalvertreterin in der Gewerkschaft der Gemeindebediensteten (GdG) tätig. Von 2001 bis 2007 war sie die Vorsitzende, 2007 bis 2010 die stellvertretende Vorsitzende des Personalgruppenausschusses ÄrztInnen in der GdG. Im Jahr 2003 wurde sie zur Vorsitzenden der Arbeitsgemeinschaft (ARGE) ÄrztInnen im Österreichischen Gewerkschaftsbund (ÖGB) gewählt und bekleidete diese Position bis 2010.
Am 2. Juli 2009 wurde Sabine Oberhauser am 17. ÖGB-Bundeskongress mit 92,77 Prozent zu einer Vizepräsidentin des Österreichischen Gewerkschaftsbundes gewählt. Am 11. April 2013 wurde sie beim 17. ÖGB-Bundesfrauenkongress zur Bundesfrauenvorsitzenden gewählt. Beim darauf folgenden 18. ÖGB-Bundeskongress wurde sie am 20. Juni 2013 als Vizepräsidentin des ÖGB bestätigt. Sie war die erste Ärztin, die dieses Amt bekleidete.

### Politische Karriere
Erste politische Erfahrungen machte die Sozialdemokratin Oberhauser im Bezirksvorstand der SPÖ Alsergrund (9. Wiener Gemeindebezirk), dem sie von 2005 bis 2009 angehörte.
Nach der Nationalratswahl 2006 zog sie über die SPÖ-Bundeswahlliste erstmals am 30. Oktober 2006 als Abgeordnete zum Nationalrat in das Parlament ein und gehörte dem Nationalrat in der XXIII. Gesetzgebungsperiode bis zum 27. Oktober 2008 an. Sie war in dieser Zeit überdies die Gesundheitssprecherin der Sozialdemokratischen Parlamentsfraktion. Im Jahr 2007 wurde Oberhauser mit Dekret des damaligen Bundesministers für Soziales und Konsumentenschutz, Erwin Buchinger, als Mitglied des Sozial- und Gesundheitsforums Österreichs berufen und gehörte diesem Gremium bis 2013 an. Nach der Nationalratswahl 2008 (XXIV. Gesetzgebungsperiode vom 28. Oktober 2008 bis 28. Oktober 2013) verlor sie zunächst wegen der geringeren Mandatsstärke ihrer Partei ihr Abgeordnetenmandat. Durch die Ernennung eines Abgeordneten ihrer Partei zum Mitglied der Bundesregierung Faymann I konnte sie auf der Bundeswahlliste nachrücken und wurde am 3. Dezember 2008 im Parlament neuerlich angelobt und zur Sozialsprecherin der Sozialdemokratischen Parlamentsfraktion ernannt. Ihr Mandat konnte sie nach der Nationalratswahl 2013 (XXV. Gesetzgebungsperiode ab 29. Oktober 2013) behalten und behielt dieses bis 31. August 2014.
Nach der Umbildung der Bundesregierung Faymann II wurde Oberhauser als Nachfolgerin von Alois Stöger am 1. September 2014 zur Gesundheitsministerin bestellt. Nach dem Rücktritt von Bundeskanzler Werner Faymann und der am 18. Mai 2016 darauf folgenden Regierungsumbildung wurde sie von dem am Tag davor angelobten Bundeskanzler Christian Kern als designierte Frauenministerin benannt. Die Frauenagenden wurden mit der Bundesministeriengesetz-Novelle 2016 aus dem bisherigen Bundesministerium für Bildung und Frauen herausgelöst und Oberhausers Gesundheitsministerium zugeschlagen. Ihr Amtsvorgänger als Gesundheitsminister, Alois Stöger, vertrat Oberhauser zuletzt, nachdem diese durch die Krankheitsfolgen an der Amtsführung gehindert worden war.
Parteipolitisch war Oberhauser kooptiertes Mitglied des SPÖ-Bundesparteivorstands und des SPÖ-Bundesparteipräsidiums.

### Weitere politische Funktionen
Ab dem Jahr 1999 war Oberhauser Kammerrätin in der Ärztekammer für Wien (bis 2006), von 2003 bis 2006 fungierte sie zusätzlich als Präsidialreferentin. Ab 2004 war sie Vorstandsmitglied im Verein Wiener Frauenhäuser. Von 2004 bis 2007 war sie Mitglied im Landessanitätsrat Wien. Von 2004 bis 2006 war Oberhauser die Vorsitzende des Österreichischen Frauenrings und Vorstandsmitglied der Europäischen Frauenlobby (EFL). Von 2004 bis 2012 war sie Vizepräsidentin des Bundes Sozialdemokratischer Akademikerinnen und Akademiker, Intellektueller, Künstlerinnen und Künstler (BSA). Von 2005 bis 2009 bekleidete sie das Amt der Frauenvorsitzenden des BSA. Im Jahr 2004 wurde sie zur Vorsitzenden der Sozialdemokratischen ÄrztInnen Österreichs gewählt, 2011 wurde sie deren stellvertretende Vorsitzende.

### Privates
Oberhauser war verheiratet und hinterlässt zwei Töchter. Im Februar 2015 gab Oberhauser bekannt, dass sie an Unterleibskrebs leidet. Nach vorübergehender Besserung hieß es Ende Juli 2016, dass ihr eine nächste Chemotherapie bevorstehe. Einige Tage vor ihrem Tod übergab sie ihre Funktion in Vertretung an Alois Stöger, nachdem sie angekündigt hatte, wegen einer Komplikation (Peritonitis) neuerlich ins Spital zu gehen. Am 23. Februar 2017 starb Oberhauser an den Folgen ihrer Krebserkrankung.
Nach ihrer Einäscherung in der Feuerhalle Simmering wurde ihre Urne auf dem Hietzinger Friedhof (Gruppe 70, Reihe 15, Nummer 10) bestattet.
2021 stiftete der BSA den mit 10.000 Euro dotierten Dr.in Sabine Oberhauser Preis. Von den ÖGB-Frauen wurde die Sabine Oberhauser Medaille für außerordentlichen Einsatz zur Gleichstellung von Frauen ins Leben gerufen.

## Weblinks

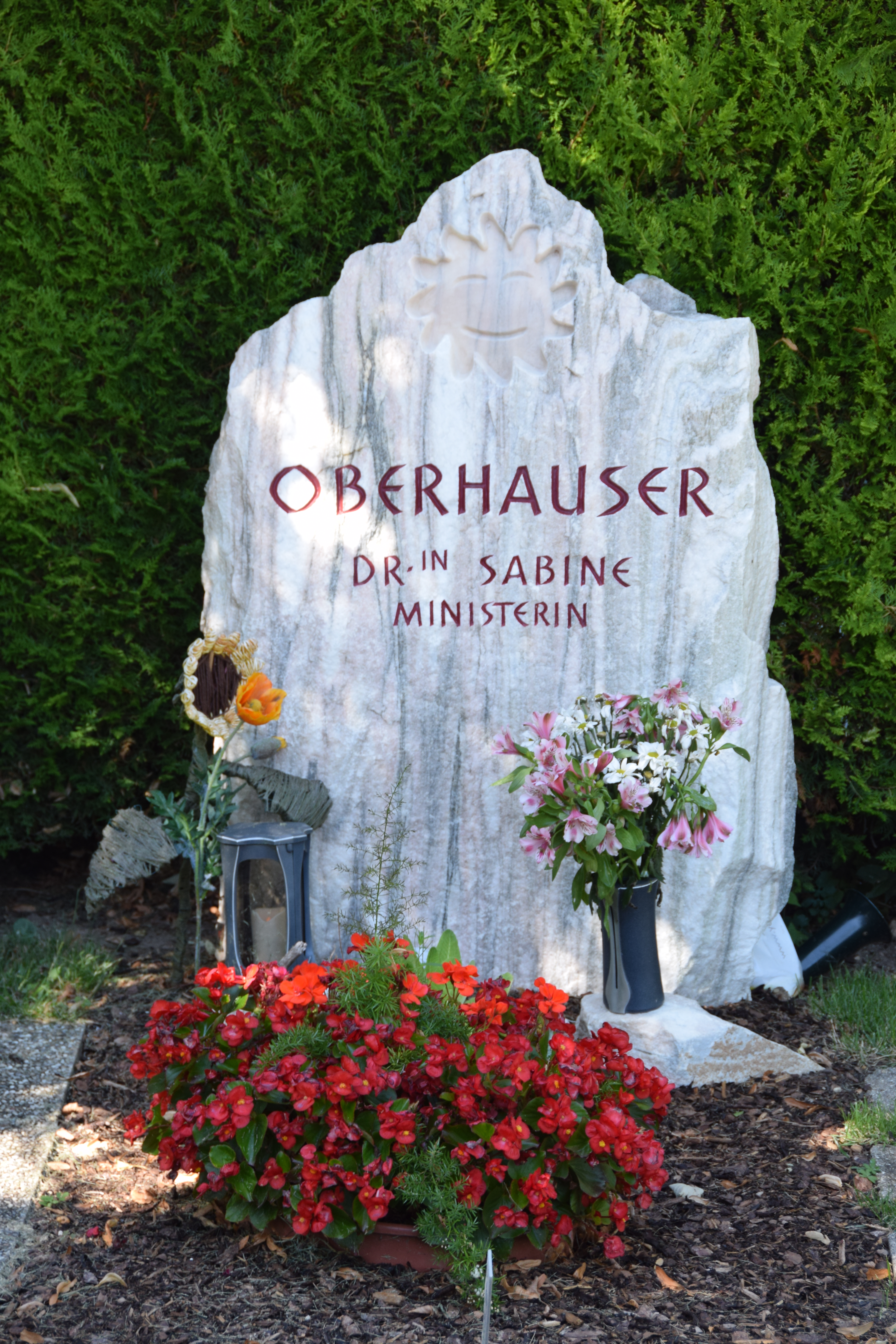
Grabstätte von Sabine Oberhauser